# Wyścigowe Mistrzostwa Węgier 1959
1959 – sezon wyścigowych mistrzostw Węgier.